# Infiltrazione di Cosa nostra negli appalti pubblici
In Sicilia e nel resto d'Italia, Cosa nostra si è inserita o ha tentato di farlo nella gestione degli appalti e subappalti pubblici.

## Indagine "Mafia e Appalti" (1991)
L'indagine denominata "Mafia e Appalti" è stata la prima operazione svolta in Sicilia che ha fatto luce sulle connessioni tra Cosa nostra e le forze politico-imprenditoriali. L'inchiesta venne condotta dal colonnello Mario Mori e dal capitano Giuseppe De Donno, appartenenti al ROS dell'Arma dei Carabinieri, ed iniziò nel 1988, in seguito alle denunce del sindaco di Baucina, Giuseppe Giaccone, e di un coraggioso imprenditore di Roccamena, Aurelio Pino, vittima di richieste estorsive. 
Il 20 febbraio 1991, per volontà di Giovanni Falcone, il ROS depositò presso la Procura di Palermo l'informativa Mafia e Appalti di 956 pagine, relativa alla prima parte delle indagini sulle connessioni tra politici, imprenditori e mafiosi, dove si rivelava l'esistenza di un comitato d'affari illegale e si facevano i nomi di società e persone coinvolte. Nel rapporto giudiziario, il ROS indicò in Angelo Siino (imprenditore e massone vicino ai Brusca di San Giuseppe Jato) il riferimento centrale per la gestione illecita di tutte le gare pubbliche in Sicilia. Il dossier fu dato a Giovanni Falcone depurato dei nomi di politici, Salvo Lima, Rino Nicolosi, presidente della Regione Siciliana e Calogero Mannino. Fu contrastata oltre che dai mafiosi, dai politici, dagli imprenditori, perfino da diversi elementi della procura stessa di Palermo: l'ordinanza fu congelata per cinque mesi, dal procuratore capo di Palermo Pietro Giammanco, che sosteneva l'inutilità di una tale inchiesta, e poi inviata a tutte le procure della Sicilia, fu inviata a Roma, fu data per intero agli avvocati degli indagati, e, come si seppe in seguito, fu data sottobanco ai politici e ai mafiosi, in modo da avvisare i delinquenti mafiosi interessati e dare loro tempo di scappare. Il 9 luglio successivo, furono arrestati, oltre a Siino, il geometra Giuseppe Li Pera (capoarea per la Sicilia occidentale della Rizzani De Eccher di Udine), e gli imprenditori edili Cataldo Farinella, Alfredo Falletta e Serafino Morici. All'inizio del 1992, si aggiungeranno gli arresti di altri due imprenditori, Vito Buscemi e Rosario Cascio, e nel giro di pochi mesi furono indagati i titolari di diverse imprese famose operanti su scala nazionale, come la Rizzani De Eccher e la Tor di Valle Costruzioni di Roma.
Nel maggio 1992, uno degli indagati, Giuseppe Li Pera, decise di collaborare con gli inquirenti ma non venne creduto dai giudici della Procura di Palermo e perciò iniziò a rendere dichiarazioni sugli appalti alla magistratura catanese e al giudice Antonio Di Pietro, allora impegnato nella famosa inchiesta su Tangentopoli. A seguito della strage di Capaci, il giudice Paolo Borsellino aveva deciso di approfondire l'indagine "Mafia e appalti", come da lui espresso pubblicamente e nel corso di un colloquio con il giudice Dì Pietro prima di essere ucciso.
Su 45 persone iscritte nel registro degli indagati, tra cui noti imprenditori nazionali, progettisti, faccendieri e un paio di politici palermitani, 24 di loro per associazione mafiosa e 21 di loro per associazione per delinquere finalizzate alla spartizione degli appalti pubblici, solo per 5 venne chiesto il processo mentre la posizione di tutti gli altri fu archiviata il 14 agosto 1992 dai giudici Guido Lo Forte e Roberto Scarpinato con provvedimento controfirmato da Pietro Giammanco.
Il 2 marzo 1994, la Corte d'assise di Palermo condannò Angelo Siino a nove anni di reclusione, gli imprenditori Rosario Cascio, Alfredo Falletta e Vito Buscemi a tre anni e quattro mesi mentre Giuseppe Li Pera subì la condanna più lieve, due anni e mezzo, per via della sua collaborazione.

### Sviluppi successivi
Nel maggio 1993 la Procura di Palermo, diretta da Gian Carlo Caselli subentrato a Giammanco, aprì ben due filoni dell'indagine "Mafia e Appalti" che diedero inizio alla Tangentopoli siciliana: il primo derivava dalle dichiarazioni dei collaboratori di giustizia Leonardo Messina, Giovanni Drago, Baldassare Di Maggio e del geometra Giuseppe Li Pera relative alle tangenti pagate per gli appalti gestiti dalla SIRAP (società controllata dall'ESPI per lo sviluppo delle aree industriali ed artigiane in Sicilia) con l'arresto, tra gli altri, dell'ex segretario regionale del PRI Antonino Ciavarino e dell'ex assessore regionale alla cooperazione Turi Lombardo, e di grossi imprenditori di caratura nazionale come Claudio De Eccher e Vincenzo Lodigiani, ed un secondo filone aperto nell'agosto successivo, che vide l'incriminazione dei principali esponenti politici isolani, come Calogero Mannino, Sergio Mattarella, Mario D'Acquisto, Rino Nicolosi ed altri (che furono tutti assolti al termine del processo nel 2000).
Dopo l'inizio della sua collaborazione con la giustizia nel 1996, Angelo Siino in particolare spiegò che dagli anni '80 in poi Cosa Nostra non si accontentò più di estorcere tangenti, ma passò direttamente a far aggiudicare gli appalti a imprese a lei sottomesse. Dirigevano tutti gli appalti della regione, sotto la regia occulta dei boss mafiosi Salvatore Riina e Bernardo Provenzano, gli imprenditori Filippo Salamone, Antonino Buscemi, Giuseppe Lipari, Giovanni Bini (responsabile per la Sicilia della Calcestruzzi Spa del gruppo Ferruzzi), Antonino Reale, Benedetto D'Agostino, Agostino Catalano (amministratore della Reale costruzioni e consuocero di Vito Ciancimino). Questi imprenditori, rappresentanti di imprese a carattere locale e nazionale, avrebbero fatto parte del sistema del "tavolino" o "sistema Siino", che prevedeva la vincita a rotazione di tutte quante con un accordo stabilito prima della gara d'appalto riguardante l'ammontare dell'offerta da presentare e delle tangenti da corrispondere agli esponenti della politica e di Cosa nostra.
Secondo un'indagine della Procura di Caltanissetta (poi archiviata nel 2003), l'inchiesta relativa a "Mafia e appalti" fu una delle cause scatenanti degli omicidi dei giudici Giovanni Falcone e Paolo Borsellino.

## Inchiesta Trash (1998)
Nel 1998 la Procura di Palermo, in base alle dichiarazioni di Angelo Siino e Giovanni Brusca, portò a termine l'operazione "Trash" riguardante un giro di appalti truccati relativi allo smaltimento dei rifiuti. Furono arrestate 31 persone, tra cui gli ex presidenti della provincia di Palermo Girolamo Di Benedetto e Francesco Caldaronello (democristiani della corrente di Salvo Lima), l'ex sindaco di Palermo Manlio Orobello, gli ex deputati regionali Vincenzo Leone (Psi) e Franz Gorgone (Dc), l'ex sindaco di Cerda Giuseppe Biondolillo, l'ex consigliere provinciale democristiano Giuseppe Musso e gli imprenditori Romano Tronci e Filippo Urzì (dirigenti dell'impresa De Bartolomeis), Agostino Catalano (consuocero di Vito Ciancimino), Francesco Maria Martello (impresa Realvalle), il catanese Giuseppe Costanzo. Nel 2010, al processo d'appello, furono tutti assolti.

## Cemento depotenziato
L'uso di cemento depotenziato ha comportato numerosi crolli in tutta la Sicilia e in altre regioni italiane.
Strade, ponti, viadotti, ferrovie, gallerie, case, centri commerciali e perfino scuole, ospedali e commissariati sono a rischio di crolli perché costruiti con poco cemento e molta sabbia. L'affare redditizio per i clan della mafia, che in Italia gestiscono il ciclo del cemento aggiudicandosi appalti nazionali e locali per costruire opere pubbliche e private.
Il 4 giugno 2009 a Trapani, i carabinieri nell'operazione Benny, hanno arrestato l'imprenditore Benedetto Valenza di Borgetto, vicino ai mafiosi Michele e Leonardo Vitale, di Partinico, che si era reinserito nella produzione e fornitura di calcestruzzo, intestando beni e società a prestanome; nell'operazione sono stati sequestrati 5 impianti di calcestruzzo e una società di trasporto merci, per un valore di circa 20 milioni di euro.
Durante l'operazione i carabinieri che hanno rivelato il controllo esercitato sugli appalti pubblici dalla mafia della Sicilia occidentale e l'utilizzo di cemento depotenziato per la realizzazione delle opere, allo scopo di incrementare i profitti ma producendo immobili soggetti a crolli. Sequestrato il commissariato di polizia di Castelvetrano, in provincia di Trapani, opera pubblica data in appalto; il sequestro è dovuto perché realizzato con cemento depotenziato.
Sono stati messi in rilievo anche altri appalti nei quali è stato fornito cemento depotenziato, tra cui quelli per gli aeroporti di Trapani Birgi e Palermo Punta Raisi, per il porto di Balestrate (operazione Benny 2) e per le infrastrutture dell'area industriale di Partinico e del lungomare di Mazara del Vallo.
Il 17 giugno 2011 a Palermo, la Direzione Investigativa Antimafia, ha sequestrato la cava di marmo di Giuseppe Bordonaro e beni per un valore complessivo di oltre 13 milioni di euro. L'imprenditore era coinvolto nel sistema degli appalti di Cosa nostra e condannato con sentenza definitiva per associazione mafiosa. Il cemento depotenziato per i lavori a Punta Raisi era procurato da questo criminale imprenditore per mezzo di società intestate a prestanome. Giuseppe Bordonaro faceva parte del cosiddetto "metodo Siino" per mezzo del quale Cosa nostra controllava l'aggiudicazione degli appalti, con un "tavolo tecnico", del quale facevano parte imprenditori, politici e mafiosi, e che era presieduto da Angelo Siino, detto il "ministro dei lavori pubblici" di Cosa Nostra. La società di Bordonaro risulta avere effettuato la fornitura del calcestruzzo povero anche per l'edificazione della nuova Pretura di Palermo.
Il 14 luglio 2014 in contrada Petrulla di Licata, in provincia di Agrigento, sulla statale 626 che collega Campobello di Licata, Ravanusa e Canicattì, la carreggiata di un ponte si è piegata in basso crollando da un'altezza di quattro metri.
Il 4 gennaio 2015 sulla strada Palermo-Agrigento è crollato il viadotto Scorciavacche. Il magistrato della Procura di Termini Imerese, in provincia di Palermo, ha aperto un'indagine per crollo colposo, il capo progetto Pierfrancesco Paglini, coadiuvato da Davide Tironi e dal direttore tecnico Giuseppe Buzzanca, della ditta Bolognetta scpa, raggruppamento di imprese tra la capofila Cmc di Ravenna, Tecnis e Ccc, sono imputati per difetto di esecuzione.

## Metanizzazione di Comuni della Sicilia
Il 22 maggio 2013 a Palermo, la Guardia di Finanza sequestrò 48 milioni di euro alla mafia per appalti truccati. Le indagini hanno rivelato le infiltrazioni di "Cosa Nostra" e dei suoi leader, fra cui Bernardo Provenzano, Leoluca Bagarella e Matteo Messina Denaro, negli affari di un gruppo imprenditoriale che ha installato, fra gli anni 1980 e 1990, la metanizzazione di vaste aree in Sicilia.
Le confessioni di alcuni collaboratori di giustizia, in particolare di Giovanni Brusca, Vincenzo Ferro e Nino Giuffrè ed il contenuto di alcune note scritte dei boss mafiosi e l'esame dei contratti di appalto e sub appalto hanno consentito di ricreare la "storia economico finanziaria" del gruppo imprenditoriale.
Ingenti somme investite in un affare che si è sviluppato anche grazie alla protezione di "Cosa Nostra" e di appoggi politici, in particolare dell'ex sindaco di Palermo Vito Ciancimino, arrivando ad ottenere ben 72 concessioni per la metanizzazione di Comuni della Sicilia e dell'Abruzzo, i cui lavori sono stati in più occasioni affidati in subappalto ad imprese direttamente riconducibili alla criminalità organizzata.
Il dicembre 2013 a Palermo, il tribunale aveva sequestrato circa 7,6 milioni di euro, della famiglia Cavallotti di Belmonte Mezzagno, operanti da diversi anni nel settore edilizio e della manutenzione delle reti di gas metano. Secondo le risultanze indiziarie, gli imprenditori avrebbero agevolato delle persone già sottoposti ad indagini e misure di prevenzione antimafia.

## Inchiesta Iblis
Il 9 maggio 2014, a Catania, l'Inchiesta Iblis della Direzione distrettuale antimafia (Dda) si è conclusa con la condanna di 21 imputati fra cui,  per concorso esterno in associazione mafiosa, l'ex sindaco di Palagonia e deputato regionale, Fausto Fagone.
La sentenza di condanna si è tradotta in 237 anni di carcere, così ripartiti: Giovanni Buscemi: 12 anni (per lui i pm hanno chiesto 16 anni),
Angelo Carbonaro: 12 anni (chiesti 12 anni),
Natale Ivan Filloramo: 16 anni (chiesti 21 anni e 4 mesi),
Massimo Oliva: 12 anni (chiesti 16 anni),
Pasquale Oliva: 18 anni (chiesti 28 anni di reclusione),
Francesco Pesce: 12 anni (chiesti 15 anni),
Giuseppe Rindone: 12 anni (chiesti 16 anni),
Vincenzo Santapaola: 18 anni (chiesti 21 anni e 4 mesi di reclusione),
Mario Scinardo: 12 anni (chiesti 15 anni),
Tommaso Somma: 12 anni (chiesti 15 anni),
Giuseppe Tomasello: 13 anni (chiesti 19 anni e tremila euro di multa),
Giovanni D’Urso: (chiesti 20 anni e novemila euro di multa),
Carmelo Finocchiaro: 17 anni (chiesti 22 anni e diecimila euro di multa),
Santo Massimino: 12 anni (chiesti 12 anni di reclusione),
Sandro Monaco: 12 anni (chiesti 12 anni di reclusione),
Fausto Fagone: 12 anni (chiesti 17 anni),
Vincenzo Aiello: 22 anni (chiesti 25 anni e 6 mesi e 14.400 euro di multa),
Giuseppe Brancato: 4 anni e sei mesi (chiesti 4 anni),
Rosario Cocuzza: 4 anni e sei mesi (chiesti 4 anni),
Mario Ercolano: 12 anni (chiesti 14 anni e settemila euro di multa),
Carmelo Mogavero: 5 anni (chiesti 3 anni e 8 mesi)